# بني مغدان (أزلا)
بني مغدان هي إحدى مشيخات المملكة المغربية، تتبع جغرافيا لإقليم تطوان وإداريًا لأزلا. يقدر عدد سكانها بـ 6228 نسمة حسب الإحصاء الرسمي للسكان والسكنى لسنة 2004.